# 今福町
今福町（いまぶくまち）は、長崎県北松浦郡にあった町。
現在は松浦市の一地域である今福町（いまふくちょう）となっている。

## 地理
- 山：国見岳[1]、石倉山、人形石山、城山
- 河川：今福川

## 沿革
- 1889年（明治22年）4月1日 - 町村制施行に伴い、今福村が単独村制施行して北松浦郡今福村が成立。
- 1929年（昭和4年）4月1日 - 今福村が町制施行。今福町となる。
- 1955年（昭和30年）4月15日 - 松浦市へ編入され、自治体として消滅。

## 地名
免を行政区域とする。今福町は1889年の町村制施行時に単独で自治体として発足したため、大字は編成されていない。
- 浦免
- 仏坂免
- 東免
- 木場免（こば）
- 飛島免
- 寺上免（てらげ）
- 北免
- 滑栄免（なべるばえ）[2]
- 坂野免

## 交通

### 鉄道
- 日本国有鉄道
  - 松浦線

（佐賀県伊万里市） - 今福駅（東免） - （松浦市）
転換後、1990年に当町名を附した今福鷹島口駅（仏坂免。現・鷹島口駅）が設置された。